# Echinopsilon carnosus
Echinopsilon carnosus är en amarantväxtart som beskrevs av Horace Bénédict Alfred Moquin-Tandon. Echinopsilon carnosus ingår i släktet Echinopsilon och familjen amarantväxter. Inga underarter finns listade i Catalogue of Life.